# Polycentropus piceus
Polycentropus piceus là một loài Trichoptera trong họ Polycentropodidae. Chúng phân bố ở miền Australasia.